# Gaston Contremoulins
Gaston André Gabriel Contremoulins, né à Rouen le 28 mai 1869 et mort à Saint-Germain-en-Laye le 18 novembre 1950, est un radiologue français.
Sa passion pour la photographie et la découverte des rayons X par le physicien Wilhelm Röntgen en 1895 feront de lui l'un des précurseurs de la radiologie.

## Biographie

### Artiste de formation
Il est le fils d'un serrurier et d'une couturière. Avec pour tout bagage un brevet élémentaire et trois années aux Beaux-Arts de Rouen, il monte à Paris à l'âge de vingt ans pour devenir artiste peintre. Il tente de faire carrière dans cette voie pendant deux ans,,.

### Premier contacts avec la science
En 1891, à trente-deux ans, il entame des études scientifiques. Il rejoint alors, au Collège de France, la station physiologique du Parc des princes, dirigée par le professeur Étienne-Jules Marey. Il est initié a la chronophotographie de la locomotion animale,,. À la Faculté de médecine, il devient préparateur en microphotographie,.

### Sa nouvelle spécialité: la chronophotographie
Toujours préparateur à la faculté de médecine, il crée dans le laboratoire d'histologie le chrono-microphotographe, un dispositif grossissant qui permet de prendre des images décomposant un mouvement, grâce au chronophotographe d'Étienne-Jules Marey,. Il intègre en 1895 les Hôpitaux de Paris.

### Les rayons X

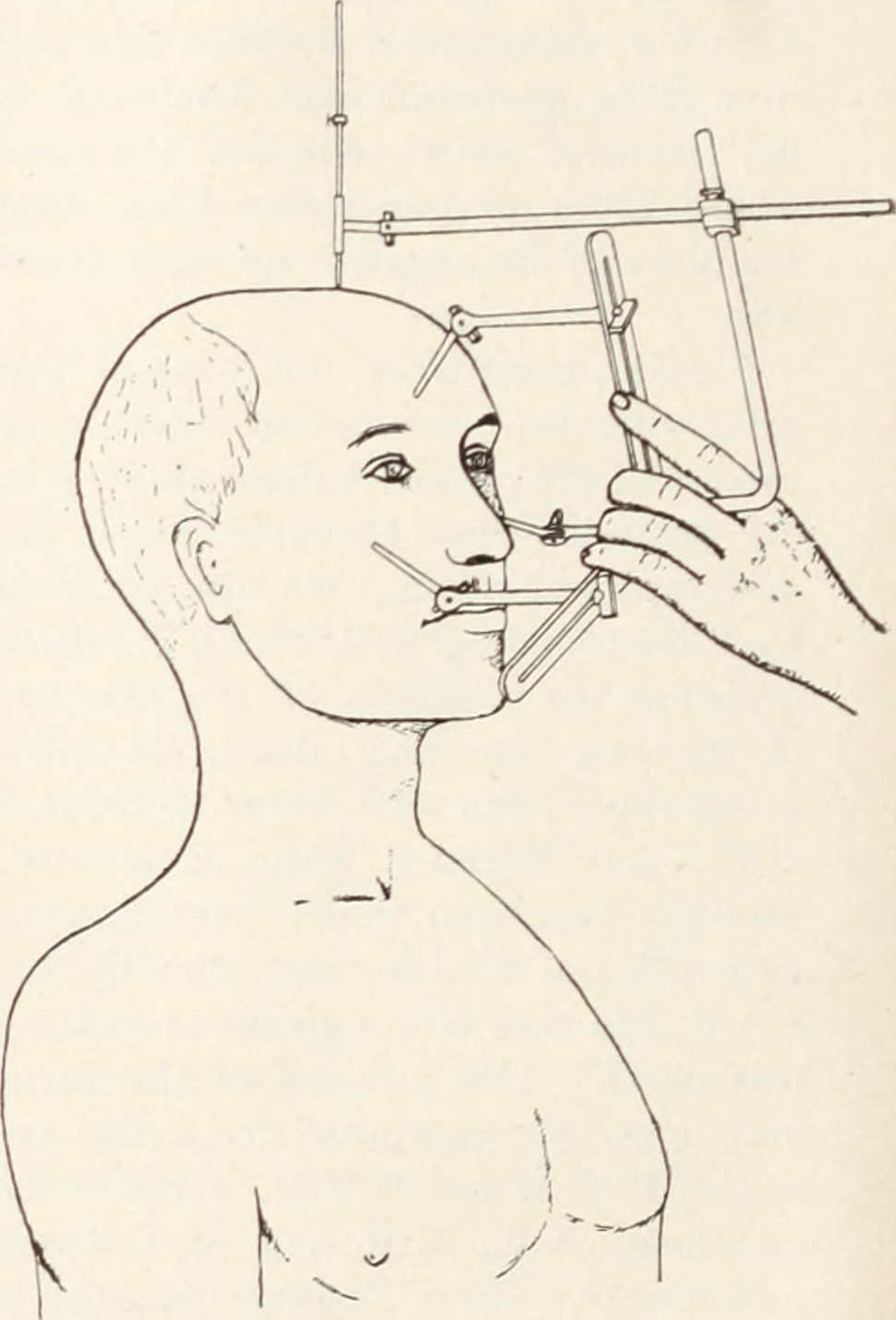
Localisation d'une zone cérébrale dans l'espace

Peu après la découverte des rayons X par Wilhelm Röntgen, il associe ses talents de photographe à cette branche naissante de la physique. Il rencontre un chirurgien histologiste à la Charité, le docteur Charles Rémy, avec lequel il publie une série de travaux sur l'usage de ces rayons X pour la recherche anatomique et la localisation des corps étrangers intracrâniens basée sur la radiographie et la méthode de lever des plans du colonel Laussedat,,,,,. Il commence, en 1896, une série d'études radiographiques et présente à l'Académie des sciences, conjointement avec le docteur Rémy, deux atlas de radiophotographies portant sur:
- La radiographie stéréoscopique (Académie des Sciences - 27 juillet)
- La recherche des projectiles dans le crâne (Académie des Sciences - 27 juillet)
- La première démonstration sur le vivant du siège d'un projectile (Académie des Sciences - 4 août)
- Les injections cadavériques rendant les vaisseaux visibles dans les radiogrammes (Académie des Sciences - 2 novembre)
- Une étude de l'évolution des dents (Académie des Sciences - 2 novembre)
- Des applications à la paléontologie, avec M. Lemoine (Communications diverses à l'Académie des sciences)
- La localisation précise des projectiles dans le crâne et la tête (Académie de médecine).

S'y ajoutent de nombreuses applications de la radiographie à des domaines aussi divers que la pathologie chirurgicale, la médecine légale, l'embryogénie, la zoologie comparée, ou la botanique. Le 20 juillet 1896, Étienne-Jules Marey présente à l’Académie des Sciences les premières artériographies de la main réalisées par Gaston Contremoulins, son photographe au Collège de France.

### La reconnaissance internationale
Le prix Montyon,, de l'Académie des sciences lui est accordé en 1897, avec, entre autres commissaires, Étienne-Jules Marey, Félix Guyon et Odilon Lannelongue. Il est également récompensé pour ses travaux et ses appareils à l'Exposition universelle de Bruxelles de 1897. Il le sera à nouveau à l'Exposition Universelle de Paris en 1900. Il invente et brevette la méthode de métroradiologie et dénomme « spectro-trigono-métro-photographe » son instrument, très précis mais fort coûteux.

### Premier service de radiographie en France
Il crée un service de radiographie à l’hôpital Necker dans le service du professeur Félix Guyon,. En 1898, sur instruction de Georges Clemenceau, ministre de l’Intérieur, il fonde et dirige,  bien qu’il ne soit pas médecin,  le laboratoire municipal de radiographie, qui deviendra laboratoire principal de radiologie des Hôpitaux de Paris, à Necker,,. L'année suivante, son laboratoire devient laboratoire central pour 6 hôpitaux parisiens.

### Métroradiographie, radiopelvimétrie, et autres innovations
Il met alors au point sa méthode de métro-radiographie pour localiser précisément des corps étrangers dans tous les organes. Cette méthode rendra de grands services pendant la Première Guerre mondiale,,. Il conçoit un interrupteur permettant une économie d'énergie électrique considérable. Plus tard, en 1905, devenu radiographe, il conçoit et fait construire un système de radio-pelvimétrie pour diagnostiquer les dystocies obstétricales, ainsi qu'un appareillage radiologique centré sur une vision tridimensionnelle des images, préfigurant le scanner. Une douzaine d'hôpitaux en seront alors équipés,,. On trouve également à son actif un type de salle d'opérations chirurgicales équipée d'instruments électriques rendus aseptiques. Précurseur en radiochirurgie, il travaille avec le chirurgien Maurice Robineau et lui fabrique des prothèses de hanche et d'autres articulations,,,.

### Un pionnier de la radioprotection
En 1921, à la suite du décès par irradiations X de son ami le docteur Adolphe Leray, il publie à l'Académie des Sciences les résultats de séries d'expériences menées sous l'autorité de Gabriel Lippmann, avec le titre À propos de la protection des tiers contre les rayons X (tome 172, janvier/juin 1921). Ceux-ci attestent des dangers des rayonnements pour les médecins, le personnel hospitalier, mais aussi le voisinage des postes de radiologie,,,,,,. Il développe alors des moyens de protection des sources et préconise le plombage des murs et des planchers des installations, malgré l'opposition d'une partie des radiologues,,,,,.

### Autres recherches et réalisations techniques
Vers la fin des années 1920, il réalise des recherches sur l'opacité des rayons X des solutions d'éosinate de césium,. Il observe la variation de la glycémie par clichés radiographiques. Il conçoit des synthèses et des prothèses en os, en métal nu ou caoutchouté, établies sur des données métro-radiographiques.

### Une nouvelle vie à Saint-Germain-en-Laye
Il quitte l'hôpital Necker en 1934, après près de quarante ans de bons et loyaux services, pour prendre une « retraite » qui n'en aura que le nom, puisqu'il exerce alors à l’hôpital de Saint-Germain-en-Laye. Cela durera seize années,. Il crée l'école des manipulateurs de radiologie,.

### Mort
Atteint d'une cataracte inopérable qui le rend aveugle, il estime ne plus être en mesure de rendre des services à « l’humanité » et préfère se donner la mort le 18 novembre 1950,.

## Hommages
- Son nom est donné à une rue à Sotteville-les-Rouen.
- Son nom est donné à une impasse et à une rue à Saint-Étienne-du-Rouvray.

## Œuvres

### Liste des publications dans les Comptes rendus de l'Académie des Sciences
- Tome 123 - Juillet/Décembre 1896 - page 105 - MM. Rémy et Contremoulins présentent deux atlas de radiophotographie
- Tome 123 - Juillet/Décembre 1896 - page 233 - Note de MM Ch. Rémy et G. Contremoulins présentée par M. Marey sur 
L'endographie crânienne au moyen des rayons Röntgen.
- Tome 123 - Juillet/Décembre 1896 - page 711 - Note de MM Ch. Rémy et G. Contremoulins présentée par M. Marey sur 
L'emploi des rayons X pour les recherches anatomiques: angéiologie, développement, ossification, évolution des dents, etc..
- Tome 124 - Janvier/Juin 1897 - page 229 - Note de MM. Rémy et Contremoulins présentée par M. Marey sur               
De la radiographie des parties molles de l'homme et des animaux.
- Tome 125 - Juillet/Décembre 1897 - page 831 - Note de MM. Rémy et Contremoulins sur un                                
Appareil destiné à déterminer d’une manière précise, au moyen des rayons X, la position des projectiles dans le crâne.
- Tome 129 - Juillet/Décembre 1899 - page 175 - Note de MM. Albarrán et Contremoulins présentée par M. Guyon sur la 
Radiographie des calculs du rein.
- Tome 132 - Janvier/Juin 1901 - page 1006 - Note de M. G. Contremoulins sur un                                                 
Appareil de mensuration exacte du squelette et des organes donnant une image  nette en radiographie.
- Tome 134 - Janvier/Juin 1902 - page 649 - Note de M. G. Contremoulins présentée par M. Marey (extraits) sur la 
Recherche d'une unité de mesure pour la force de pénétration des rayons X et pour leur quantité.
- Tome 141 - Juillet/Décembre 1905 - page 26 - Note de M. G. Contremoulins sur un                                               
Appareil de mesure des facteurs pénétration et quantité de rayons X, et totalisateur radiophotométrique.
- Tome 147 - Juillet/Décembre 1908 - page 766 - Note de M. G. Contremoulins                                                               
Sur le rôle prépondérant de la Géométrie dans les examens topographiques.
- Tome 171 - Juillet/décembre  1920 - page 1383 - Note de MM. G. Contremoulins et E. Puthomme sur                         
De la détermination du temps de pose.
- Tome 172 - Janvier/Juin 1921 - pages 1030,1097 - Note de M. G. Contremoulins présentée par M. G. Lippmann            
A propos de la protection des tiers contre les rayons X.
- Tome 173 - Juillet/Décembre 1921 - page 1173 - Note de M. G. Contremoulins                                                            
Sur le rôle de la métroradiographie dans l’établissement des pièces endoprothétiques en os mort.
- Tome 180 - Janvier/Juin 1925 - page 1543 - Note de MM. Robineau et G. Contremoulins sur les                       
Réactions de l’organisme humain sur les pièces prothétiques ou synthétiques en os hétérogène stérilisé par l’alcool bouillant.
- Tome 188 - Janvier/Juin 1929 - page 1575 - Note de MM. Robineau et Contremoulins présentée par M. Pierre Bazy sur des Exemples de synthèses ou de prothèses en os, en métal nu ou caoutchouté, établies sur des données métroradiographiques. Résultats éloignés.
- Tome 215 - Juillet/Décembre 1942 - page 512 - Note de M. Gaston Contremoulins présentée par M. Georges Perrier sur 
La synthèse rigoureuse des fractures du col du fémur, la réduction, la localisation géométrique, le vissage, en trois temps se succédant sans interruption.

### Citations de travaux dans d'autres comptes rendus de l'Académie des Sciences
- Tome 123 - Juillet/Décembre 1896 page 764 Note de M. Lemoine sur l'                                                            
Application des rayons de Röntgen a la Paléontologie.
- Tome 137 - Séance du 16/11/1903 page 817 Note de M. Biraud sur la                                                            
Contribution au traitement du cancer par les rayons X.
- Tome 148 - Janvier/Juin 1909 page 1258 Note de M. E. Caudrelier sur la Décharge des inducteurs.
- Tome 148 - Séance du 28/02/1921 page 524 Note de MM. F. Miramond de Laroquette et Stanislas Millot sur des 
Données expérimentales et balance pour le dosage des rayons X en radiographie et radiothérapie.
- Tome 165 - Juillet/Décembre 1917  page 701 Note de M. H. Guilleminot sur un                                                      
Appareil fluorométrique pour un dosage des rayons X.
- Tome 167 - Juillet/Décembre 1918 page 594 Note de MM. Guilleminot, Chéron et Bicquard sur l'                    
X-fluomètre à étalon luminescent.

## Livres & articles biographiques récents
- Patrick Mornet, Gaston Contremoulins 1869-1950. L'héritage oublié - Préface de Jean-François Moreau, Éditions de l'AIHP, 2013 (présentation en ligne)
- Gaston Contremoulins (1869-1950) : Visionary Pioneer of Radiology (Anglais) Broché - 10 avril 2019 De Patrick Mornet (Avec la contribution de), Jean-François Moreau (Préface), Cole Giller (Traduction). Les Ulys. EDP Sciences (10 avril 2019)
- The first formulation of image-based stereotactic principles: the forgotten work of Gaston Contremoulins. Cole A. Giller, MD, PhD, MBA, Patrick Mornet, MD, AIHP, and Jean-François Moreau, MD, AIHP, FACR. J Neurosurg February 17, 2017 https://doi.org/10.3171/2016.10.JNS161966
- J.F. Moreau. Gaston Contremoulins, de Marey à la radiologie. Cahiers Jules Marey, no 1, Beaune, 2010, p. 35-63